# Antodice kyra
Antodice kyra là một loài bọ cánh cứng trong họ Cerambycidae.